# Instituto universitario de Francia

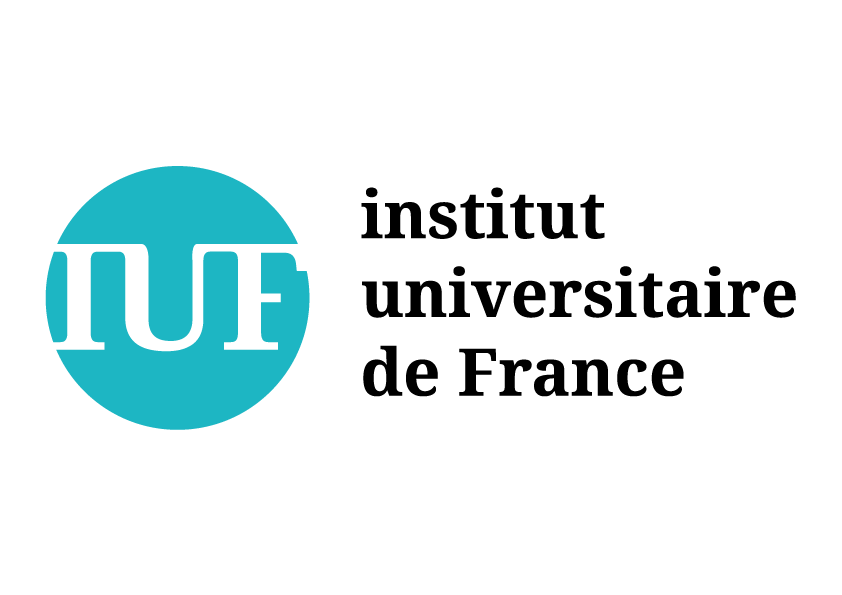
Logo de la IUF

El Instituto universitario de Francia (abreviado IUF) designa a un conjunto de profesores-investigadores seleccionados por un jurado internacional por la calidad de sus investigaciones. Los investigadores seleccionados son llamados miembros, y se benefician de un salario de dos tercio de sus percepciones por enseñanza, además de una prima y de una dotación presupuestaria. Hay dos categorías de miembros, los juniors y los seniors, a los cuales se añaden miembros invitados que ocupan plazas específicas para universitarios extranjeros invitados. Los miembros seniors son nombrados por cinco años, renovables una vez; y los miembros juniors por cinco años no renovables. El Instituto universitario de Francia está constituido administrativamente como un servicio del ministerio de Enseñanza superior y sus miembros se consideran como delegados de esta institución. 

## Presentación
El Instituto universitario de Francia fue creado por decreto el 26 de agosto de 1991, durante el mandato de Lionel Jospin. Claude Allègre era entonces consejero especial de Lionel Jospin y fue nombrado miembro senior a su salida del ministerio en 1992. 
El Instituto universitario de Francia es un conjunto de miembros que mantienen, paralelamente, su puesto universitario. Al menos dos tercios de los miembros deben pertenecer a universidades fuera de París. 
Según la circular n°91-301 del 15 de noviembre de 1991, la creación del estatus de miembro del Instituto universitario de Francia se inscribe en el "doble reto de las universidades francesas [...] de ser, a la vez, públicas y, también, mantener un nivel de calidad, [volviendo imprescindible] el fomento de las investigaciones y la enseñanza de un nivel educativo elevado respondiendo, al mismo tiempo, a las necesidades más generales." La creación de este estatus prosigue tres objetivos, "impulsar a las universidades y a los universitarios hacia la superación, mostrar que un alto nivel académico puede desarrollarse en armonía con la política de planificación territorial, y mostrar que es posible crear, para estos fines, una estructura ligera."
El estatus de miembro senior está reservado a "profesores-investigadores cuyas investigaciones estén reconocidas internacionalmente por su calidad [y a quienes] es importante permitir crear conocimiento en condiciones apropiadas y difundirlo dentro de la misma universidad que los ha ayudado: allí en donde han desarrollado su laboratorio y en donde está su equipo de investigación". 
El estatus de miembro junior está reservado a "jóvenes profesores-investigadores, [de menos de 40 años en el momento de su designación], profesores de universidad o maestros de conferencia de calidad  avalada que están en una fase de creación durante la cual necesitan liberarse parcialmente de sus cursos así como de ciertas obligaciones administrativas"
Además, aproximadamente diez profesores extranjeros pueden ser invitados cada año.
Los miembros son elegidos por una duración de cinco años (no renovable para los juniors, renovable una vez para los seniors).
- Se consideran delegados del Instituto universitario de Francia pero permanecen en su universidad de procedencia.
- Se benefician de una bonificación equivalente a 2/3 de su servicio estatutario de enseñanza, o sea un servicio de 64 horas de enseñanzas anuales equivalentes a trabajos dirigidos.
- Se otorgan créditos de investigación específica, cada año, a su equipo o a su laboratorio. La suma es, desde el 2009, de 20 000 euros por año.
- Se benefician automáticamente de una prima por la calidad de sus investigaciones científicas.
- Medios materiales (despacho y salones de actos) están a su disposición en la sede del Instituto universitario de Francia.
- Se les pide un informe de actividades a la mitad y al final de su delegación de 5 años.
- Los miembros del Instituto universitario de Francia tienen que contribuir al campo de conocimiento científico local, nacional e internacional con una preocupación constante por la interdisciplinariedad.

El número de plazas abiertas cada año que ascendía, en un principio, a 40 (15 seniors y 25 juniors), ha ido aumentando regularmente desde el 2006. Para el año 2010, ya se aceptaban 150 plazas (85 miembros juniors y 65 miembros seniors) lo que desembocó, finalmente, en 2015, a un efectivo total de 750 miembros.
Para el 1 de septiembre de 2010, 935 profesores-investigadores, aproximadamente un 2 % del total de los profesores-investigadores ejerciendo funciones en las universidades francesas, han sido beneficiarios o se benefician del estatus de miembros del Instituto universitario de Francia. 
Cada año, un coloquio reúne a todos los miembros del Instituto universitario de Francia.

## Jurados de selección
Los jurados de selección son renovados parcialmente cada año. Están formados, en su mayoría, por miembros extranjeros. Este carácter internacional de los jurados es una de las especificidades de la IUF . Se recurre a expertos mundiales para evitar posibles cooptaciones y garantizar la calidad de los nombramientos para el IUF. 
Desde 2009, más de la mitad del jurado está compuesto oficialmente  por personalidades científicas extranjeras reconocidas internacionalmente. El Colegio de Francia, la Academia de las ciencias, la Academia de las ciencias morales y políticas, la Academia nacional de medicina, la Conferencia de los presidentes de universidad y la CP-CNU son las instituciones que proponen los nombres de las personalidades nominadas para componer el jurado. Posteriormente, la composición del jurado se hace pública así como el curriculum vitae (CV) de sus miembros. El jurado llama, para la evaluación de las candidaturas, a dos relatores de elevado nivel científico por candidato para disponer de una opinión disciplinaria clara. Si los CV nominados por los relatores aseguran su calidad científica, se garantiza su independencia frente a las candidaturas de las que se encargan con una declaración de intereses.
Los nuevos miembros del Instituto, además del pago por servicio y la dotación para su entorno científico de 15 000 euros (20 000 euros desde 2009), se benefician de una prima de 10 000 euros que representa el doble del antiguo PEDR (Pago de cuadro doctoral e investigación por sus siglas en francés)
Estos cambios estructurales se originan, en parte, por los nombramientos que causaron una fuerte polémica en septiembre de 2008 del septiembre de 2008. La polémica se desató por el nombramiento de miembros adicionales, entre los cuales Michel Maffesoli, de quien el economista y presidente del jurado Élie Cohen había declarado que "incluso si hubiera habido más plazas, el jurado nunca habría guardado su candidatura". Ciertos miembros de los jurados senior y junior del Instituto habían protestado contra estos nombramientos haciendo circular, el 24 de septiembre de 2008 de 24 de septiembre de 2008 de 2008, una declaración donde se indignaban  « de la carencia de transparencia y de los nombramientos de 24 de septiembre de 2008 ». Esta impugnación había recibido el apoyo de la Sociedad de matemáticas aplicadas e industriales (SMAI) y de la Asociación francesa para la información científica (AFIS).